# Vachtang V van Kartli
Vakhtang V (Georgisch: ვახტანგ V), uit het huis Bagrationi, was koning van Kartlië van 1658 tot aan zijn dood, hij regeerde als een vazal voor de sjah van Perzië. Hij is ook bekend onder zijn moslimnaam Sjah Nawaz.
Als zoon van Bagrat Bagrationi-Muchraneli, was Vachtang de eerste Georgische heerser uit het huis Muchrani die een zijtak is van het huis Bagrationi, in 1629 volgde hij zijn neef, David op als heer van Muchrani (Muchranbatoni). Hij werd in 1653 geadopteerd door de koning van Kartli Rostom Khan en werd zijn erfgenaam en opvolger.

## Huwelijk en kinderen
Vachtang was tweemaal getrouwd geweest, eerst met Rwadam die hij scheidde rond 1659 en Mariam (gestorven 1682), weduwe van zijn geadopteerde vader. Hij kreeg de volgende kinderen:
- Archil van Imereti, verschillende keren koning van Kacheti en Imereti
- Gurgen Khan, koning van Kartli
- Alexander (Iskandar Mirza in Perzië, prefect van de Perzische hoofdstad Isfahan
- Levan, regent van Kartli
- Loearsab (1660-1698)
- Solomon (Suleiman Mirza) (1671-1703)
- Een dochter die in 1655 trouwde met de hertog Zurab van Aragvi
- Een dochter, Anuka, die eerst getrouwd was met sjah Abbas II en dan met de Perzische prins Sjah-Verdi Khan van Lorestan
- Een dochter, Tamar, die in 1686 trouwde met Givi Zedginidze-Amilakhvari
- Een dochter die trouwde met de Perzische sjah Sultan Hoseyn I